# Heppner (Oregón)
Heppner es una ciudad situada en el condado de Morrow, Oregón, Estados Unidos. Tiene una población estimada, a mediados de 2023, de 1120 habitantes.
Es la sede del condado. 

## Geografía
La localidad está ubicada en las coordenadas 45°21′11″N 119°33′38″O / 45.35306, -119.56056 (45.352941, -119.560545).

## Demografía
Según la estimación 2019-2023 de la Oficina del Censo, los ingresos medios de los hogares de la localidad son de $49,564 y los ingresos medios de las familias son de $90,308. Alrededor del 19.9% de la población está por debajo de la línea de pobreza.